# Landwirtschaftliche Untersuchungs- und Forschungsanstalt Speyer

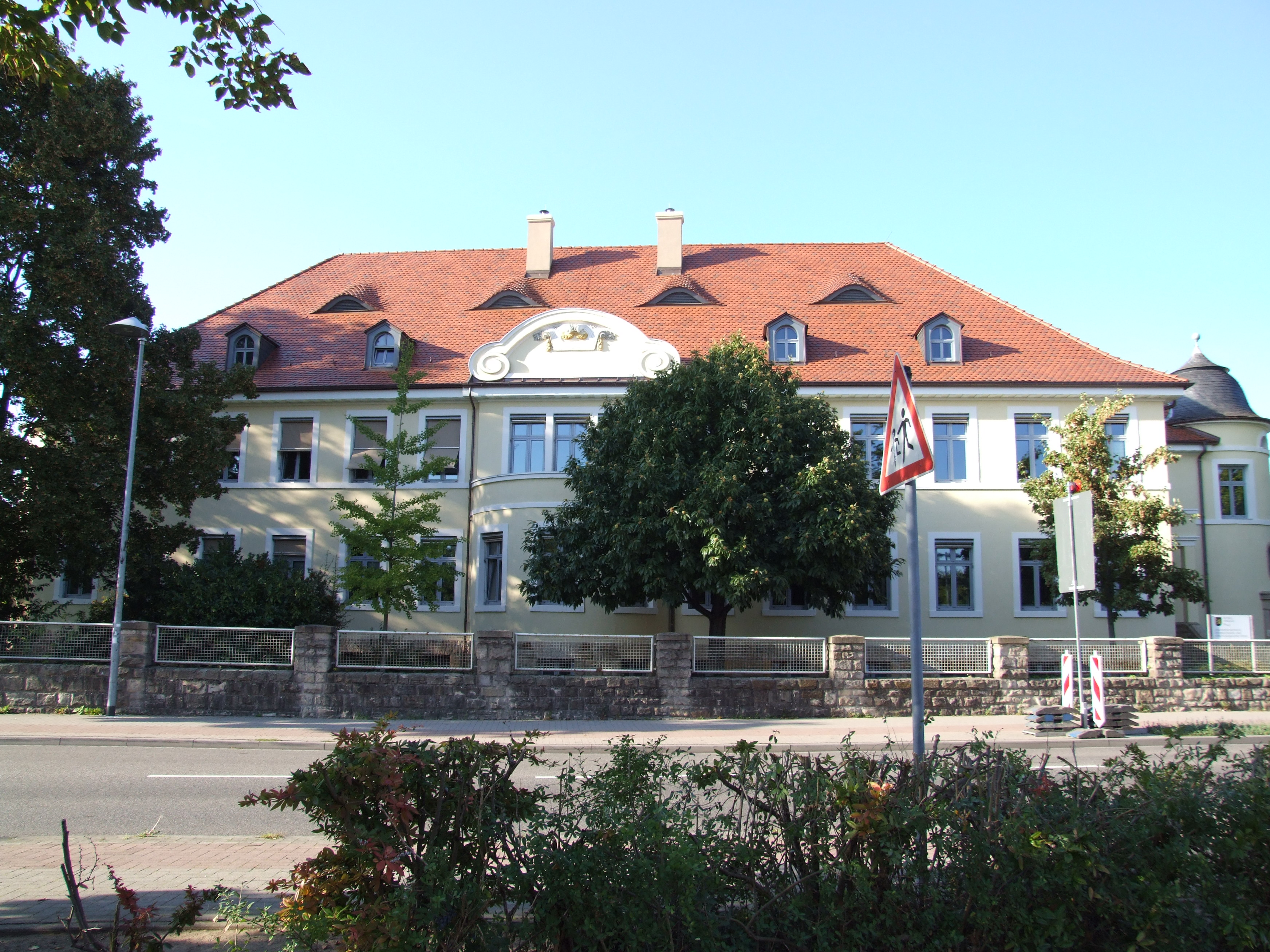
Hauptgebäude der Landwirtschaftlichen Untersuchungs- und Forschungsanstalt Speyer

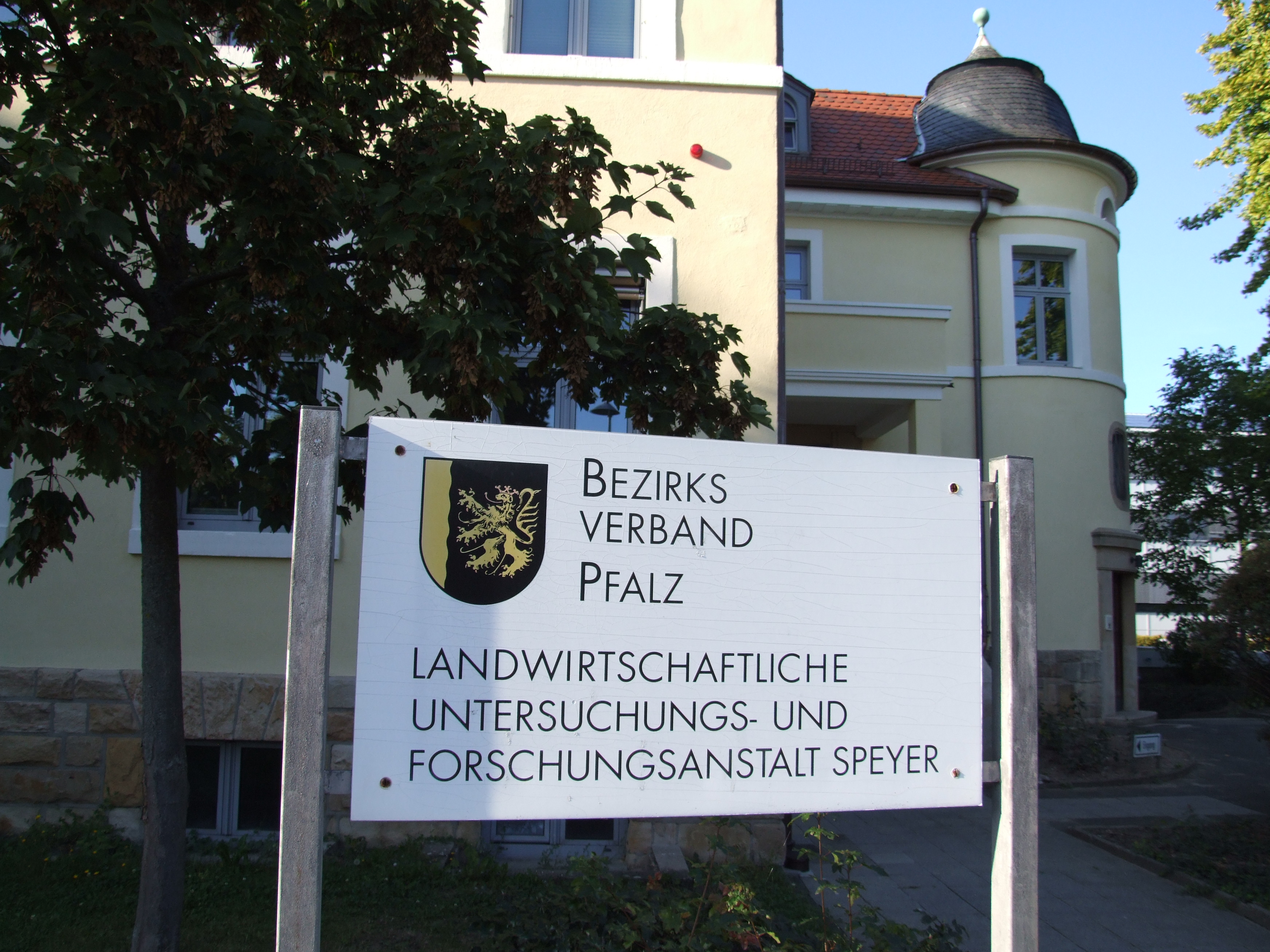
Behördenschild

Die Landwirtschaftliche Untersuchungs- und Forschungsanstalt Speyer (LUFA Speyer) ist ein Eigenbetrieb des Bezirksverbandes Pfalz mit Sitz in Speyer. Gegründet wurde sie  1875 unter dem Namen „Agrikulturchemische Versuchsstation des Kreiscomittés des Landwirtschaftlichen Vereins der Pfalz“.
Ihre heutige Aufgaben sind nach wie vor Untersuchungen und Forschungen im Bereich der Landwirtschaft. Sie untersucht für landwirtschaftliche Betriebe und andere Privatunternehmen Saatgut, Böden, Dünge-, Futter- und Lebensmittel auf ein breites Spektrum wertgebender und wertmindernder Inhaltsstoffe.
Die LUFA Speyer unterstützt vor allem die Länder Rheinland-Pfalz und das Saarland durch Untersuchungen im Rahmen der Kontrollen von Saatgut, Dünge- und Futtermitteln. Außerdem unterstützt sie die Ministerien und Behörden dieser Länder durch ihr analytisches Know-how bei der Durchführung von Forschungsprojekten und Monitoringprogrammen.
Zu den Untersuchungsgegenständen gehören auch Wässer und Sekundärrohstoffe für die Landwirtschaft, wie beispielsweise Komposte und Klärschlämme. Die LUFA ist außerdem an der Überwachung der Kernkraftwerke an den Grenzen von Rheinland-Pfalz und dem Saarland durch Radioaktivitätsmessungen beteiligt.
Während die Analytik überwiegend im Hauptsitz der LUFA in Speyer-West situiert ist, findet das Feldversuchswesen vor allem in der eigenen Versuchsstation in Speyer-Nord im Bereich Rinkenbergerhof statt.

## Feldversuchsstation Rinkenbergerhof
Seit 1958 unterhält die LUFA Speyer die Feldversuchsstation Rinkenbergerhof mit 14 Hektar Ackerfläche. Auf dem Versuchsgelände werden Langzeit- bzw. Dauerversuche durchgeführt.

### Langzeitversuche
- Seit 1958: Der Humusversuch, mit dem der Einfluss verschiedener organischer Dünger auf Pflanzenwachstum, Ertrag und Qualität von Ernteprodukten bei Früchten in verschiedenen Fruchtfolgen mit und ohne Beregnung untersucht wird.
- Seit 1978: Der Kali – Magnesium – Kalk Versuch, der den Einfluss dieser Nährstoffe auf den Ertrag und die Qualität verschiedener Kulturpflanzen innerhalb einer Fruchtfolge untersucht.
- Seit 1981: Der Klärschlammversuch zur Untersuchung der Schwermetallanreichung in Boden und Pflanze in Abhängigkeit von Häufigkeit und Menge der Klärschlammanwendung sowie der Nährstoffversorgung.
- Seit 1983: der Internationale organischer Stickstoff Düngungs-Versuch (IOSDV): Er untersucht den Einfluss von Standort und organischer Düngung bei steigenden Stickstoffgaben auf Ertragsbildung und Qualität von Früchten innerhalb einer Fruchtfolge. Seit 2005 wird zusätzlich der Einfluss reduzierter Bodenbearbeitung untersucht.
- Seit 1989: Der Versuch Chinaschilf: Anbauwürdigkeit und Nährstoffbedarf: Er untersucht den Einfluss von Beregnung und Düngung auf Entwicklung, Ertrag und Qualität von Miscanthus.
- Seit 1989: Der Bracheversuch untersucht die Wirkung unterschiedlicher Begrünung auf die Stickstoffmineralisation unter Brache.
- Seit 2004: Das Projekt Integriertes Stickstoff-Management im Gemüsebau untersucht den Einfluss von 1. Standort, 2. Fruchtfolge, 3. Management der Ernterückstände und 4. Düngerbedarfsermittlung auf Ertrag, Qualität, Stickstoffbilanz und Nitratauswaschung in der intensiven Pflanzenproduktion der Vorderpfalz. Er ist Grundlage für das Maßnahmenprogramm im Rahmen der Umsetzung der Europäischen Wasserrahmenrichtlinie.
- Seit 2009: Der Versuch Schnellwachsende Baumarten auf Grenzstandorten prüft die Ökonomie und die ökologische Auswirkungen des Anbaus schnellwachsender Hölzer auf landwirtschaftlichen Grenzstandorten.[5]

## VDLUFA
Die LUFA Speyer ist auch Sitz des Verbandes deutscher landwirtschaftlicher Untersuchungs- und Forschungsanstalten (VDLUFA).

## Persönlichkeiten
- Als zweiter Direktor der Station amtierte zwischen 1912 und 1927 der Lebensmittelchemiker Otto Krug (* 24. Juli 1863 in Besse; † 25. Dezember 1927 in Speyer). Unter seiner Ägide entstand unter anderem ein Neubau und er war insgesamt 36 Jahre an der Station tätig.
- Zu den bedeutenden Forscherpersönlichkeiten der Einrichtung gehörte der Agrikulturchemiker Max Kling (* 1. Juni 1874 in Marienau (heute zu Nowy Dwór Gdański), Westpreußen; † 27. Dezember 1950 in Speyer). Er wirkte vierzig Jahre an der Pfälzischen Landwirtschaftlichen Versuchsstation und Chemischen Untersuchungsanstalt in Speyer. Seine Forschungsschwerpunkte waren die Futtermittelkunde und die Düngerlehre.
- Otto Siegel (* 12. Juni 1909 in Lichtenegg, Württemberg; † 13. Mai 1987 in Speyer), deutscher Agrikulturchemiker, leitete 1951 bis 1975 als Direktor die Landwirtschaftliche Untersuchungs- und Forschungsstation Speyer. In Speyer standen Fragen der Pflanzenernährung und Düngung im Mittelpunkt seiner Tätigkeit. Sein besonderes Interesse galt dabei der Nährstoffversorgung einzelner Kulturpflanzen (insbes. Wein, Tabak und Kartoffeln). Seit 1953 hielt er an der Universität Mainz  Vorlesungen über Agrikulturchemie. 1964 wurde er dort zum außerordentlichen Professor ernannt.